# Discobola margarita
Discobola margarita är en tvåvingeart som beskrevs av Alexander 1924. Discobola margarita ingår i släktet Discobola och familjen småharkrankar. Inga underarter finns listade i Catalogue of Life.